# Jean-Jacques Mayoux

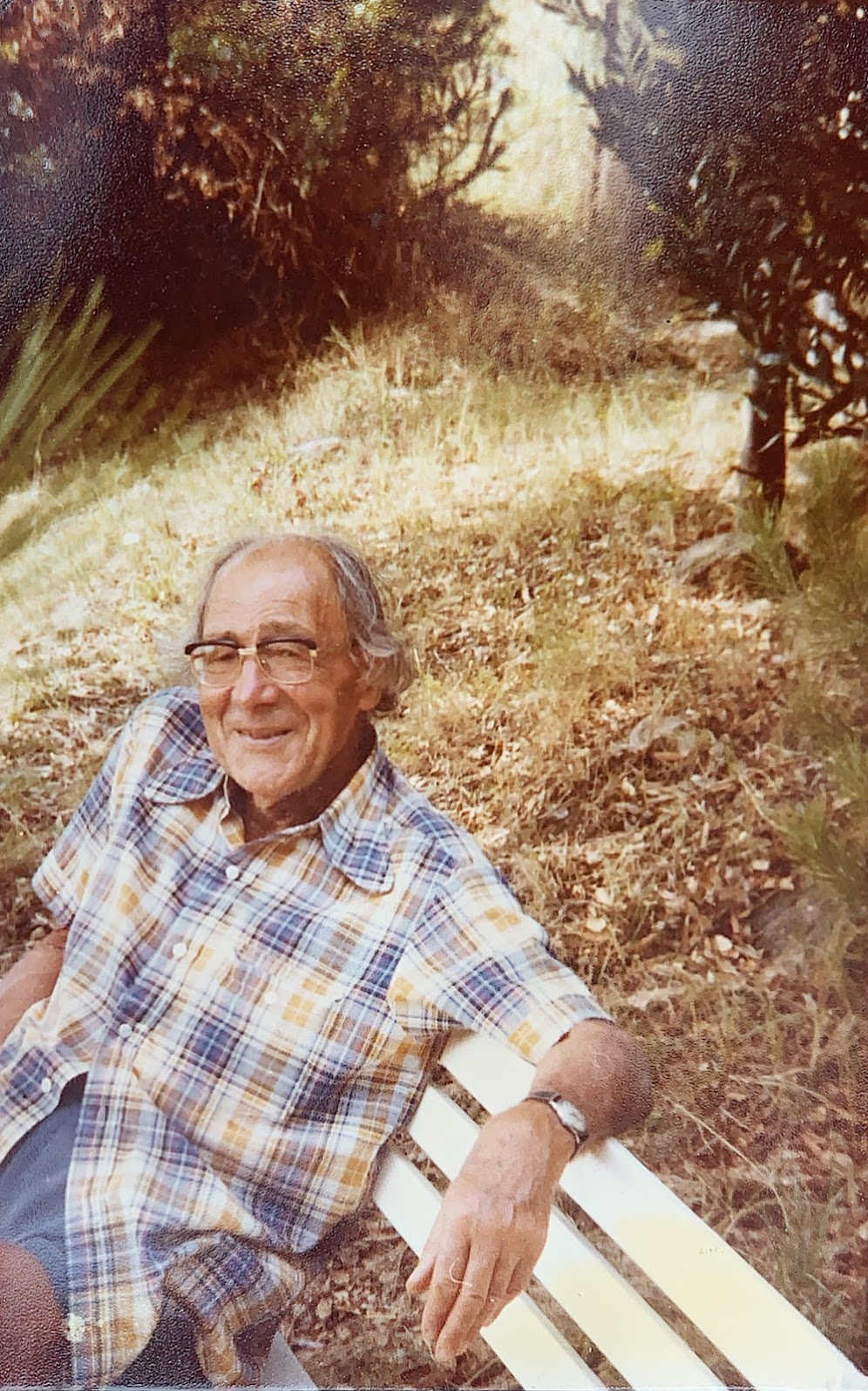
Jean-Jacques Mayoux

Jean-Jacques Mayoux (* 27. Juni 1901 in Paris; † 1987) war ein französischer Literaturwissenschaftler und Übersetzer.

## Leben und Wirken
Mayoux besuchte das Collège Rollin (9. Arrondissement) und das Lycée Louis-le-Grand (9. Arrondissement). Im Anschluss daran studierte er an der Sorbonne und an der University of Exeter.
Zurück in Paris besuchte Mayoux wieder die Universität und bekam 1923 seine Agrégation für das Fach Englisch und wurde zehn Jahre später dort auch promoviert.
Zwischen 1925 und 1936 fungierte Mayoux als Maître de conférences an der University of Liverpool und kam in selber Funktion im Herbst 1936 an die Universität Nancy. Nach der deutschen Besetzung trat er der Résistance bei.
Während der Befreiung von Paris im August 1944 war Mayoux in der Stadt. 1945, sofort nach Kriegsende, betraute man ihn mit der Leitung des Institut international de coopération intellectuelle, das dem Völkerbund angeschlossen war. Als im darauffolgenden Jahr dieser aufgelöst wurde, verlor Mayoux dieses Amt wieder.
1951 berief man Mayoux als Literaturwissenschaftler an der Sorbonne und er blieb bis 1973 dort im Amt. Als Gegner der französischen Doktrin und des Algerienkriegs gehörte Mayoux im September 1960 zu den Unterzeichnern des Manifests der 121.
Im Laufe des Jahres 1973 gab Mayoux alle seine Ämter auf und zog sich ins Privatleben zurück.

## Schriften
als Autor
- La peinture anglaise. De Hogarth aux Préraphaélites. Skira, Genf 1972.
  - deutsch: Die englische Malerei. Von Hogarth zu den Präraffaeliten. Skira, Genf 1972.
- Melville par lui-même (= Écrivains de toujours. 44). Édition du Seuil, Paris 1970.
- Joyce. Gallimard, Paris 1965.
  - deutsch: Joyce. übersetzt von Rudolf Wittkopf. Suhrkamp, Frankfurt am Main 1967.
- Vivant piliers. Le roman anglo-saxonne et les symboles. Nadeau, Paris 1985, ISBN 2-86231-056-5.
- William Shakespeare. Aubier Montaigne, Paris 1982, ISBN 2-7007-0273-5.
- Samuel Beckett (= Writers and their work. Band 234). Longman, Harlow 1968, ISBN 0-582-01236-8.
  - deutsch: Über Beckett. Suhrkamp, Frankfurt am Main 1969 (gekürzte Übersetzung)
- L'humour et l'absurde. Attitudes anglo-saxonne, attitudes françaises (= The Zaharoff Lecture.[3] 1973). Clarendon Press, Oxford 1973, ISBN 0-19-952239-1.

als Übersetzer
- Thomas Love Peacock: L'abbaye du cauchemar. Corti, Paris 1993, ISBN 2-7143-0499-0.[4]
- Joseph Conrad: Au cœur des ténèbres. Flammarion, Paris 2012, ISBN 978-2-08-128596-5.[5]
- Joseph Conrad: Le compagnon secret. Flammarion, Paris 1992, ISBN 2-08-070696-9.[6]